# Арцињано
Арцињано (итал. Arzignano) је насеље у Италији у округу Виченца, региону Венето.
Према процени из 2011. у насељу је живело 21247 становника. Насеље се налази на надморској висини од 106 м.

## Становништво
Према резултатима пописа становништва 2011. у општини је живело 25.589 становника.
| 1951.  | 1961.  | 1971.  | 1981.  | 1991.  | 2001.  | 2011.  |
| ------ | ------ | ------ | ------ | ------ | ------ | ------ |
| 15.262 | 17.177 | 20.171 | 20.265 | 21.107 | 23.085 | 25.589 |